# Olimpia Piekary Śląskie
Miejski Klub Sportowy Olimpia Piekary Śląskie – polski męski klub piłki ręcznej, założony w 2014 w Piekarach Śląskich.
25 kwietnia 2014 z inicjatywy zawodników oraz trenera klubu GKS Olimpia Piekary Śląskie odbyło się spotkanie założycielskie nowego klubu. Na początku sierpnia 2014 MKS Olimpia Piekary Śląskie podpisał porozumienie z GKS, na mocy którego przekazano do MKS sekcję piłki ręcznej i prawo gry w I lidze.
W I lidze MKS Olimpia zadebiutowała we wrześniu 2014, wygrywając na wyjeździe z Viretem Zawiercie (28:25). W sezonie 2014/2015 klub odniósł 14 zwycięstw w 26 meczach (najwyższe – 34:24 – z MTS Chrzanów) i zajął w rozgrywkach 5. miejsce. Najlepszym strzelcem zespołu był Mariusz Kempys, który zdobył 114 bramek.

## Sukcesy
- I liga:
  - 5. miejsce: 2014/2015
  - 1. miejsce 2018/2019